# Литвинов, Николай Николаевич (медик)
Николай Николаевич Литвинов (16 октября 1893, Дубовка, Саратовская губерния — 19 июля 1974, Москва) — советский учёный и педагог, гигиенист, доктор медицинских наук, профессор, член-корреспондент АМН СССР (1960). Заслуженный врач РСФСР (1943). Директор Института общей и коммунальной гигиены АМН СССР (1956—1962).

## Биография
Родился 16 октября 1893 года в посаде Дубовка Царицынского уезда Саратовской губернии. Отец Николай Иванович Литвинов работал контролером водопровода г. Царицына (Водопроводный отдел Канцелярии Царицынского Городского Общественного Управления). Мать Пелагея Николаевна — домохозяйка.
С 1911 по 1916 год обучался на медицинском факультете Императорского Киевского университета.
С 1916 по 1922 год на клинической работе в должности земского врача села Ерзовка Царицынского уезда Саратовской губернии. С 1922 по 1938 год на клинической работе в системе органов Сталинградского здравоохранения, был организатором первой фельдшерско-акушерской школы. С 1938 по 1945 год на педагогической работе в Сталинградском медицинском институте в должностях: ассистент, доцент и заведующий кафедрой общей гигиены.
С 1945 по 1962 год на научной работе в Институте общей и коммунальной гигиены АМН СССР в должностях старшего и ведущего научного сотрудника, с 1956 по 1962 год — директор этого института. Одновременно с 1945 по 1947 год — заместитель главного
государственного санитарного инспектора СССР, а с 1947 по 1951 год — руководитель санитарного управления Министерства здравоохранения СССР. Помимо научной и административной деятельности с 1953 по 1959 года занимался и педагогической работой во Втором Московском государственном медицинском институте в должности заведующего кафедрой гигиены.

### Научно-педагогическая деятельность
Основная научно-педагогическая деятельность И. Н. Литвинова была связана с вопросами в области санитарной бактериологии, гигиены труда, питания и градостроительства, а так же санитарной охраны водоёмов. И. Н. Литвинов являлся председателем Правления Московского и Всероссийского научных обществ гигиенистов и санитарных врачей, в 1954 году становится — почётным членом Чехословацкого научного медицинского общества имени Яна Пуркинье.
В 1961 году защитил диссертацию на соискание учёной степени доктор медицинских наук по теме: «Изменения костной системы при поражении радиоактивными веществами», в 1960 году он был избран член-корреспондентом АМН СССР. Под руководством И. Н. Литвинова было написано около ста научных работ, в том числе монографий, им было подготовлено более двадцати пяти кандидатских и докторских диссертаций. И. Н. Литвинов являлся членом редакционной коллегии международного научного журнала гигиены, эпидемиологии, микробиологии и иммунологии. В 1943 году за заслуги в области здравоохранения он был удостоен почётного звания Заслуженный врач РСФСР.
Скончался 19 июля 1974 года в Москве.

## Награды
- Орден Ленина
- Орден Красной Звезды
- Орден «Знак Почёта»
- Заслуженный врач РСФСР